# Prostomis cornuta
Prostomis cornuta is een keversoort uit de familie Prostomidae. De wetenschappelijke naam van de soort werd in 1877 als Prostomis cornutus gepubliceerd door Charles Owen Waterhouse.